# Dicranomyia (Dicranomyia) diura
Dicranomyia (Dicranomyia) diura is een tweevleugelige uit de familie steltmuggen (Limoniidae). De soort komt voor in het Neotropisch gebied.